# Uroplatus phantasticus
El gecko cola de hoja satánico (Uroplatus phantasticus) es una especie de gecko de la familia Gekkonidae endémico de la isla de Madagascar. U. phantasticus fue descrito por primera vez en 1888 por George Albert Boulenger y es el más pequeño en cuerpo de los geckos del género Uroplatus, aunque hay un debate en curso[cita requerida] en cuanto a si uno de sus primos, U. ebenaui, es menor debido a su cola más corta. También es conocido como gecko de pestañas cola de hoja o gecko cola de hoja fantástico.

## Etimología
El nombre genérico, Uroplatus, es una latinización de dos palabras griegas: "ourá" (οὐρά) que significa "cola" y "platys" (πλατύς) que significa "plana". Su nombre específico phantasticus, es la palabra latina para "imaginario", fundamentada en la apariencia única del gecko, que llevó a George Albert Boulenger, naturalista belga, a describirlo como "mítico" en 1888.

## Distribución y hábitat
La especie es endémica de Madagascar, es decir, no se encuentra en ninguna otra parte del mundo. Es una especie arbórea de los bosques tropicales del norte y centro de Madagascar.

## Descripción
Su tamaño adulto es de 2.6 a 6 pulgadas de longitud total, incluyendo la cola. Como en todos los geckos Uroplatus, la cola es aplanada, pero la apariencia de hoja solo se ve en el complejo ebenaui (U. phantasticus, U. ebenaui y U. malama; aunque el tamaño de la cola se reduce mucho en U. ebenaui). Se ha debatido si U. phantasticus es, de hecho, la misma especie que U. ebenaui (el gecko de cola plana Nosy Bé). Sin embargo U. phantasticus posee más, y más largas, espinas en la cabeza, el cuerpo y el tronco. Otros miembros del género Uroplatus tienen colas aplanadas que sirven, en gran parte, para reducir el perfil del gecko mientras está inactivo. Algunos geckos U. phantasticus incluso tienen muescas en sus colas para mimetizarse más, adquiriendo la apariencia de una hoja en descomposición. Se piensa también que esto es una forma de dimorfismo sexual, ya que el rasgo parece ser más común en los machos de la especie. Además, U. phantasticus tiene una protuberancia, como pestañas, por encima de cada ojo. Durante las horas de luz, estas adaptaciones ayudan al gecko a fundirse con su entorno, y por la noche, al proporcionarle camuflaje, le ayudan en la caza de presas. 
Los geckos no poseen párpados, solo una cubierta transparente sobre los ojos, por lo que usan sus largas lenguas móviles para limpiar el polvo o la suciedad que le entra en los ojos.
El gecko se encuentra en una variedad de colores, incluyendo tonos de púrpura, naranja, marrón y amarillo, pero a menudo es de color marrón moteado, con pequeños puntos negros en la parte inferior que ayudan a distinguirlo de especies similares.

## Comportamiento
El gecko cola de hoja satánico es un reptil nocturno provisto de grandes ojos que se alimenta de insectos y se mueve en su hábitat de selva tropical por la noche. Las escamas adhesivas bajo los dedos y las fuertes garras curvadas le permiten moverse con habilidad a través de los árboles. Es experto en evitar a los depredadores, no solo a través de su increíble mimetismo, sino también a través de una serie de comportamientos, como por ejemplo, aplanar el cuerpo contra la tierra para reducir la sombra del mismo, abrir sus mandíbulas ampliamente para mostrar una brillante y aterradora boca roja, y voluntariamente mudar la cola con el fin de engañar a un depredador.
Como muchos reptiles, el gecko cola de hoja satánico es ovíparo, es decir, realiza la puesta de huevos. La reproducción comienza al principio de la temporada de lluvias, cuando hace la puesta de dos huevos esféricos en el suelo bajo la hojarasca o en las hojas muertas de las plantas.

## Cautividad
U. phantasticus es común en cautiverio y a menudo se mantienen en parejas reproductoras o tríos. Los machos pueden ser alojados juntos ya que la agresión intraespecífica tiende a ser baja cuando las condiciones de cautiverio son suficientes. Sin embargo, incluso en buenas circunstancias existe agresión entre los machos ocasionalmente.
El gecko come una variedad de insectos de tamaño adecuado, incluyendo grillos y polillas. Si la cría en cautividad tiene éxito, los huevos serán puestos a intervalos de aproximadamente 30 días y tarda de 90 a 120 días en salir del cascarón.
Hay siete zoológicos en los Estados Unidos que tienen este gecko, dos de los cuales los crían, incluyendo el zoológico de San Diego.

## Amenazas
La destrucción del hábitat, la deforestación y la recogida para el comercio de mascotas amenazan la existencia de este animal. Los estudios sugieren que los geckos cola de hoja solo habitan un entorno muy específico y no toleran cualquier degradación de su hábitat natural. Esto hace a los gecko cola de hoja satánicos muy vulnerables a los impactos de la degradación del hábitat y la recogida, un problema común debido a que es una mascota muy popular. El Fondo Mundial para la Naturaleza (WWF) enumera todas las especies de Uroplatus en su "lista de las diez especies más buscadas" de animales amenazados por el comercio ilegal de fauna, debido a que "está siendo capturado y vendido a un ritmo alarmante para el comercio internacional de mascotas". Es un animal protegido CITES Apéndice 2.

## Conservación
La supervivencia del gecko cola de hoja satánico está intrínsecamente ligada a la existencia continuada de su hábitat de selva de Madagascar. Las áreas protegidas son, por tanto, esenciales, y en la actualidad se conoce que el gecko cola de hoja satánico se encuentra en al menos tres: la Reserva Natural Estricta de Tsaratanana, el parque nacional de Marojejy o la Reserva Especial de Anjanaharibe. Sin embargo, se sabe que la recogida ilegal de geckos cola de hoja ocurre incluso dentro de las áreas protegidas; se requieren esfuerzos para controlar esta actividad amenazante aunque este extraordinario y único reptil esté soportándolo. Este gecko no es una presa de las aves, como comúnmente se creía.[cita requerida]